# Josh Shapiro
Joshua David Shapiro (Kansas City (Missouri), 20 juni 1973) is een Amerikaans advocaat en politicus voor de Democratische Partij. Sinds 17 januari 2023 is hij de 48e gouverneur van Pennsylvania. Eerder was Shapiro procureur-generaal van Pennsylvania van 2017 tot 2023, lid van de raad van commissarissen van Montgomery County van 2012 tot 2017 en lid van het Huis van Afgevaardigden van Pennsylvania van 2005 tot 2012.
Shapiro groeide op in Montgomery County (Pennsylvania), studeerde politicologie aan de Universiteit van Rochester en behaalde zijn Juris Doctor-graad aan de Universiteit van Georgetown. Daarna werkte hij als senior adviseur voor de Amerikaanse senator Robert Torricelli. Shapiro werd in 2004 gekozen in het Huis van Afgevaardigden van Pennsylvania en versloeg de voormalige Republikeinse afgevaardigde Jon D. Fox. Hij vertegenwoordigde het 153e district van 2005 tot 2012.
Shapiro werd in 2011 gekozen in de raad van commissarissen van Montgomery County, waarmee de Republikeinen voor het eerst de controle over Montgomery County verloren. Van 2012 tot 2016 was hij voorzitter van de raad en in 2015 werd hij door gouverneur Tom Wolf benoemd tot voorzitter van de Pennsylvania Commission on Crime and Delinquency.
Shapiro stelde zich in 2016 kandidaat als procureur-generaal van Pennsylvania, versloeg de Republikein John Rafferty jr. en werd in 2020 herkozen. Als procureur-generaal publiceerde hij de bevindingen van een juryrapport dat het misbruik van kinderen door priesters en de doofpotaffaire door kerkleiders onthulde. Als onderhandelaar haalde hij 1 miljard dollar binnen voor de staat als onderdeel van een nationale opioïdenschikking.
Shapiro stelde zich kandidaat voor het gouverneurschap van Pennsylvania in de verkiezingen van 2022. Hij had geen tegenstand in de Democratische voorverkiezing en versloeg de Republikeinse kandidaat Doug Mastriano in de algemene verkiezingen met een marge van 14,8 procent. Hij was samen met gouverneur Tim Walz van Minnesota een van de laatste twee kanshebbers in de zoektocht van vicepresident Kamala Harris naar een running mate voor de Amerikaanse presidentsverkiezingen van 2024, tot Harris voor Walz koos op 6 augustus 2024.
In de nacht van 12 op 13 april 2025 rond 2 uur werd Shapiro’s ambtswoning in Harrisburg in brand gestoken terwijl de familie Shapiro binnen sliep na hun Pesachviering. Een verdachte werd aangehouden en de aanklager is voornemens hem aan te klagen voor brandstichting, terrorisme en poging tot moord.
- Gemeinsame Normdatei: 1334429758
- Virtual International Authority File: 2959172126410803340001